# Kamienie śmierci
Kamienie śmierci (oryg. Dolmen) – francuski miniserial z gatunku kryminału i dreszczowca wyprodukowany przez stację TF1 jako tzw. "letnia saga" (saga de l'été). W Polsce pierwszy raz emitowany od 2 lutego 2006 na antenie TVP1, a następnie na tym samym kanale od 21 lipca 2008 roku.
Serial wyprodukowany został w 2005 i ma 6 odcinków (TVP podzieliła 4. odcinek na dwa, więc w Polsce emitowano ich 7). Opowiada o młodej policjantce z wydziału zabójstw Marie Kermeur, która powraca w rodzinne strony, żeby poślubić wybranka serca, żeglarza Christiana. Tuż przed ceremonią zaślubin w tajemniczych okolicznościach ginie jej brat Gildas. Dziewczyna nie mogąc pogodzić się z opinią, że ta śmierć to nieszczęśliwy wypadek, postanawia sama przeprowadzić śledztwo i znaleźć zabójcę brata.
Pierwszy odcinek serialu przyciągnął przed telewizory rekordową liczbę widzów. Według danych AGB Nielsen Media Research oglądało go 6,6 mln widzów. Jest to lepszy wynik niż emitowanego wcześniej o tej samej porze serialu Zagubieni, który oglądało 5,9 mln widzów.
Podczas drugiej emisji w Polsce serial został podzielony przez TVP na 12 odcinków.

## Ekipa
- Reżyseria: Didier Albert, Eric Summer,
- Scenariusz: Nicole Jamet, Marie - Anne Le Pezennec,
- Muzyka: Frédéric Porte,
- Montaż: Adeline Yoyotte,
- Dźwięk: Samuel Cohen, David Goldenberg, Xavier Bonneyrat.

## Obsada
- Ingrid Chauvin: Marie Kermeur,
- Tom Hygreck: Nicolas Kermeur,
- Manuel Gélin: Loic Kermeur,
- Luc Thuillier: Gildas Kermeur,
- Martine Sarcey: Jeanne Kermeur,
- Jean-Louis Foulquier: Milic Kermeur,
- Nicole Croisille: Yvonne Le Bihan,
- Micky Sébastian: Gwenaëlle Le Bihan,
- Chick Ortega: Pierrick Le Bihan,
- Thomas de Sambi: Ronan Le Bihan,
- Georges Wilson: Arthus de Kersaint,
- Laure Killing: Armelle de Kersaint,
- Hippolyte Girardot: Pierre-Marie de Kersaint,
- Catherine Wilkening: Chantal Perec,
- Marc Rioufol: Yves Perec,
- Bruno Madinier: Lucas Fersen,
- Richaud Valls: Stéphane Morineau,
- Xavier Deluc: Christian Bréhat,
- Yves Rénier: Patrick Ryan,
- Didier Bienaimé: Philippe.